# Илхам Тохти
Илхам Тохти (на уйгурски: ئىلھام توختى) е китайски общественик.
Роден е на 25 октомври 1969 година в Артуш в уйгурско семейство. Завършва икономика в Североизточния нормален университет в Чанчун с магистратура в Централния университет на националностите в Пекин, където остава да работи като преподавател. През 2006 година създава публицистичния уебсайт „Уйгур Онлайн“, който е закрит от властите две години по-късно, но Тохти продължава с публичините си изказвани в защита на правата на малцинствата и срещу правителствената политика на колонизация в Синдзян-уйгурския автономен регион. След Безредиците в Урумчи през 2009 година е арестуван за няколко седмици. В началото на 2014 година отново е арестуван, след което е осъден на показен процес в Урумчи, на който получава доживотна присъда за сепаратизъм.
През 2019 година Илхам Тохти получава от Европейския парламент Наградата за свобода на мисълта „Сахаров“.